# Telavi (gemeente)
Telavi (Georgisch: თელავის მუნიციპალიტეტი, Telavis moenitsipaliteti) is een gemeente in het oosten van Georgië met ruim 52.000 inwoners (2024), gelegen in de regio Kacheti. De gelijknamige stad is het bestuurlijk centrum. De gemeente heeft een oppervlakte van 1094,5 km² en is gesitueerd in het noordwesten van de Alazani-riviervallei, een belangrijk wijnbouwgebied. 

## Geschiedenis
Na het uiteenvallen van het Koninkrijk Georgië in de 15e eeuw behoorde het gebied van Telavi tot het Koninkrijk Kachetië en voor korte tijd het fusiekoninkrijk Kartli-Kachetië. In 1801 annexeerde het Russische Rijk Kartli-Kachetië, waarmee het gebied onder Russisch gezag kwam te staan.

### In Russisch Rijk

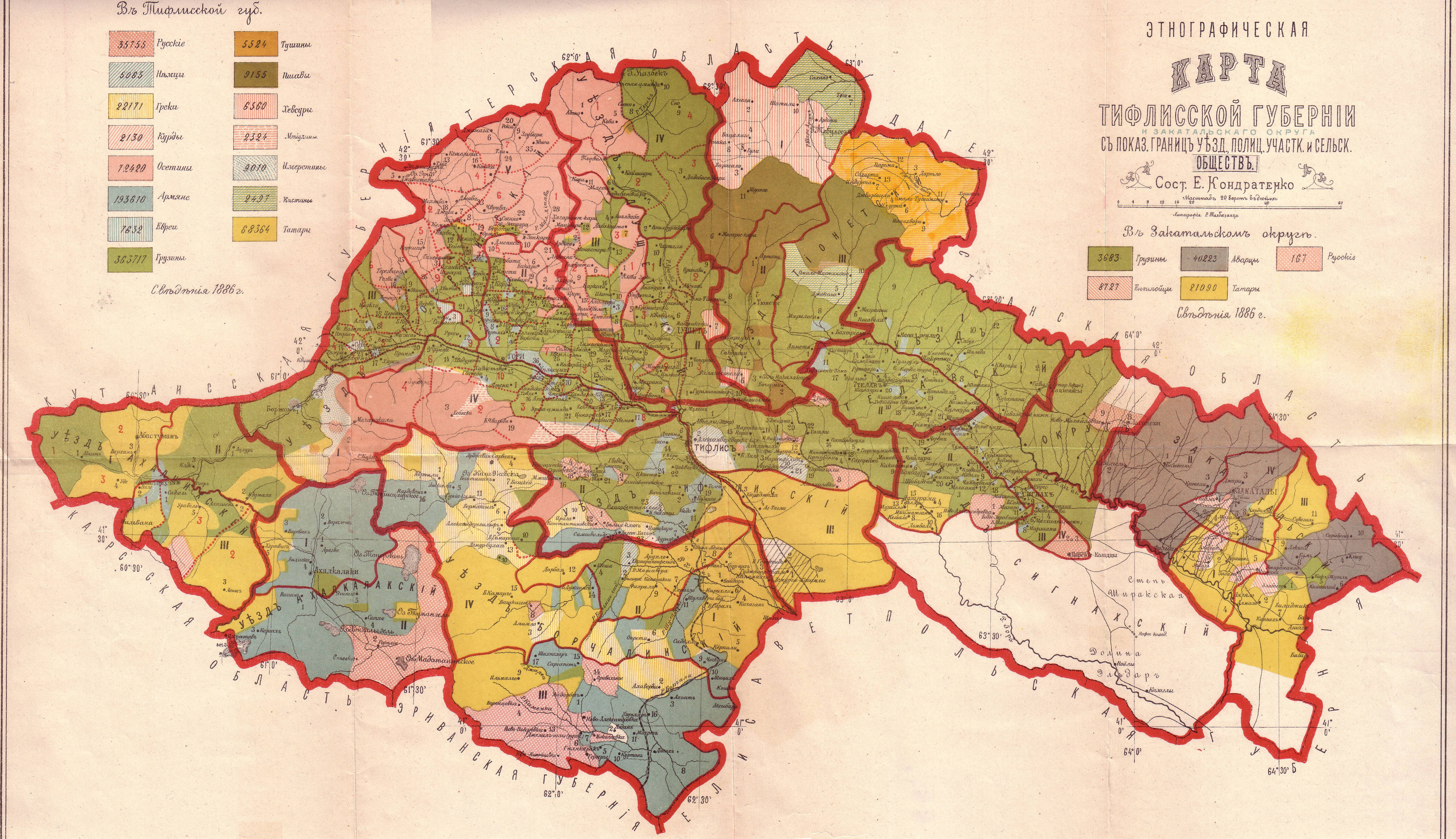
Gouvernement Tiflis: Oejezd Telavi ca 1900 (midden, groen)

Telavi was achtereenvolgens onderdeel van het Gouvernement Georgië, het Gouvernement Georgië-Imeretië, en vanaf 1846 tot 1917 het Gouvernement Tiflis. De contouren van de moderne bestuurlijke indeling van Georgië werden geschapen door de bestuurlijke onderverdeling in de gouvernementen.
Het oejezd (provincie) Telavi (Тела́вскій уѣ́здъ, Telávsky uyézd) werd in 1801 opgericht als een van de vijf provincies van het nieuwe Gouvernement Georgië. Tussen 1840 en 1846 was de provincie onderdeel van het Gouvernement Georgië-Imeretië en daarna tot 1917 was het een van de negen provincies van Gouvernement Tiflis. De plaats Telavi kreeg als bestuurscentrum in 1801 stadsrechten.
De provincie Telavi besloeg het gebied van de hedendaagse gemeentes Telavi, Kvareli en beperkte delen van Goerdzjaani en Achmeta. Het oejezd, ook wel mazra genoemd in het Georgisch, was verdeeld in twee gemeentelijk districten, zogeheten oetsjastok. Dit waren aan de noordkant van de Alazani Kvareli (Russisch: Кварельскій участокъ, Kvarelski oetsjatsjok) en aan de zuidkant Tsinondali (Цинондальскій участокъ, Tsinondalski oetsjatsjok). Het hedendaagse Telavi lag verspreid over de westelijke helft van beiden.

### Vorming district
Er volgden bestuurlijke herindelingen in de periode 1917-1930, door de tussenkomst van de Democratische Republiek Georgië en de vorming van de Sovjet-Unie. Tijdens de bestuurlijke herindelingen van de Sovjet-Unie in 1929-1930 werd het rajon (district) Telavi opgericht, waarvan in 1946 het rajon Achmeta werd afgesplitst. In het onafhankelijke Georgië werd het district in 1995 onderdeel van de nieuw opgerichte regio (mchare) Kacheti en in 2006 werd het district omgevormd naar een gemeente (municipaliteit).
Tussen 2014 en 2017 had de stad Telavi zogeheten zelfbestuur en was het een aparte stadsgemeente, naast de rest van de rurale gemeente Telavi, met een eigen gemeenteraad en gekozen burgemeester. In 2017 werd dit voor alle zeven betrokken steden in het land teruggedraaid omdat het te kostbaar en inefficiënt bleek.

### Lopotavallei
In augustus 2012 vond in de Lopotavallei nabij de grens met Dagestan een controversiële anti-terreuroperatie plaats. Bij deze operatie kwamen drie Georgische ordetroepen en elf (islamitische) militanten om het leven waaronder volgens de officiële lezing twee Georgische militanten uit de Pankisivallei, en vijf Russische staatsburgers uit Tsjetsjenië en Ingoesjetië (zie ook: Islamitisch extremisme in de Pankisivallei).

## Geografie
Telavi ligt in het noordelijke deel van Kacheti aan beide zijden van de rivier Alazani, tussen de heuvels van het Gomborigebergte en de grote bergen van de Grote Kaukasus. De gemeente grenst rondom aan vier Kachetiaanse gemeenten, te weten Sagaredzjo in het zuidwesten, Achmeta in het noordwesten en Kvareli en Goerdzjaani in het oosten. De gemeente grenst daarnaast in het noorden aan de Russische deelrepubliek Dagestan. Er is hier geen grensovergang.

### Van berg tot berg

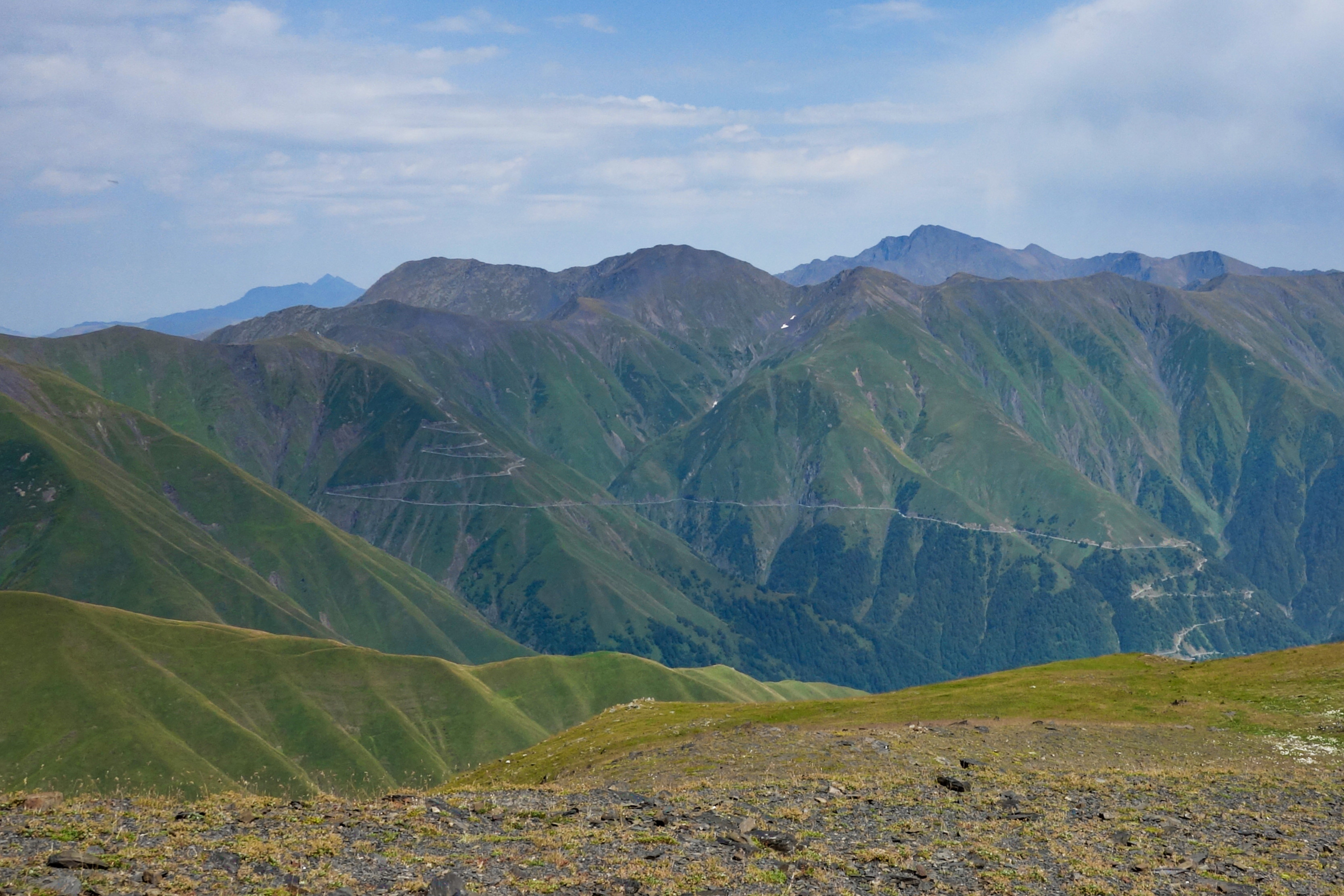
De 'Kacheti-Kaukasus' met de klim over de Abanopas naar Toesjeti. Op de horizon de Sjaviklde, de hoogste berg van de Kacheti Kaukasus (3578 m)

De grens van Telavi met Rusland wordt geografisch bepaald door de waterscheiding en bergkam van de Grote Kaukasus. De bergkam loopt in noordwestelijke richting rechtdoor en is de grens met de gemeente Achmeta. Hier liggen de hoogste passen en bergen in de gemeente. De weg naar Omalo in Toesjeti, over de 2926 meter hoge Abanopas, begint in Telavi. De pas ligt op de grens met de gemeente Achmeta en is een van de hoogste met de auto berijdbare passen in Georgië.
Het gedeelte van de Grote Kaukasus in Kacheti wordt ook wel de 'Kacheti Kaukasus' genoemd. Met toppen tussen de 3000 en 3300 meter boven zeeniveau is dit gedeelte van de Grote Kaukasus minder hoog dan het westelijke deel van het hooggebergte. De Didgverdi (3334 m) is de hoogste berg van Telavi op de grens met Achmeta. In het zuiden wordt Telavi begrensd door de waterscheiding van het Gomborigebergte, een belangrijk subgebergte van de Grote Kaukasus in Kacheti, dat de Alazani en Iori stroomgebieden scheidt. De hoogste berg van het Gomborigebergte ligt in Telavi, de Tsivi van 1991 meter boven zeeniveau. 

### Alazani

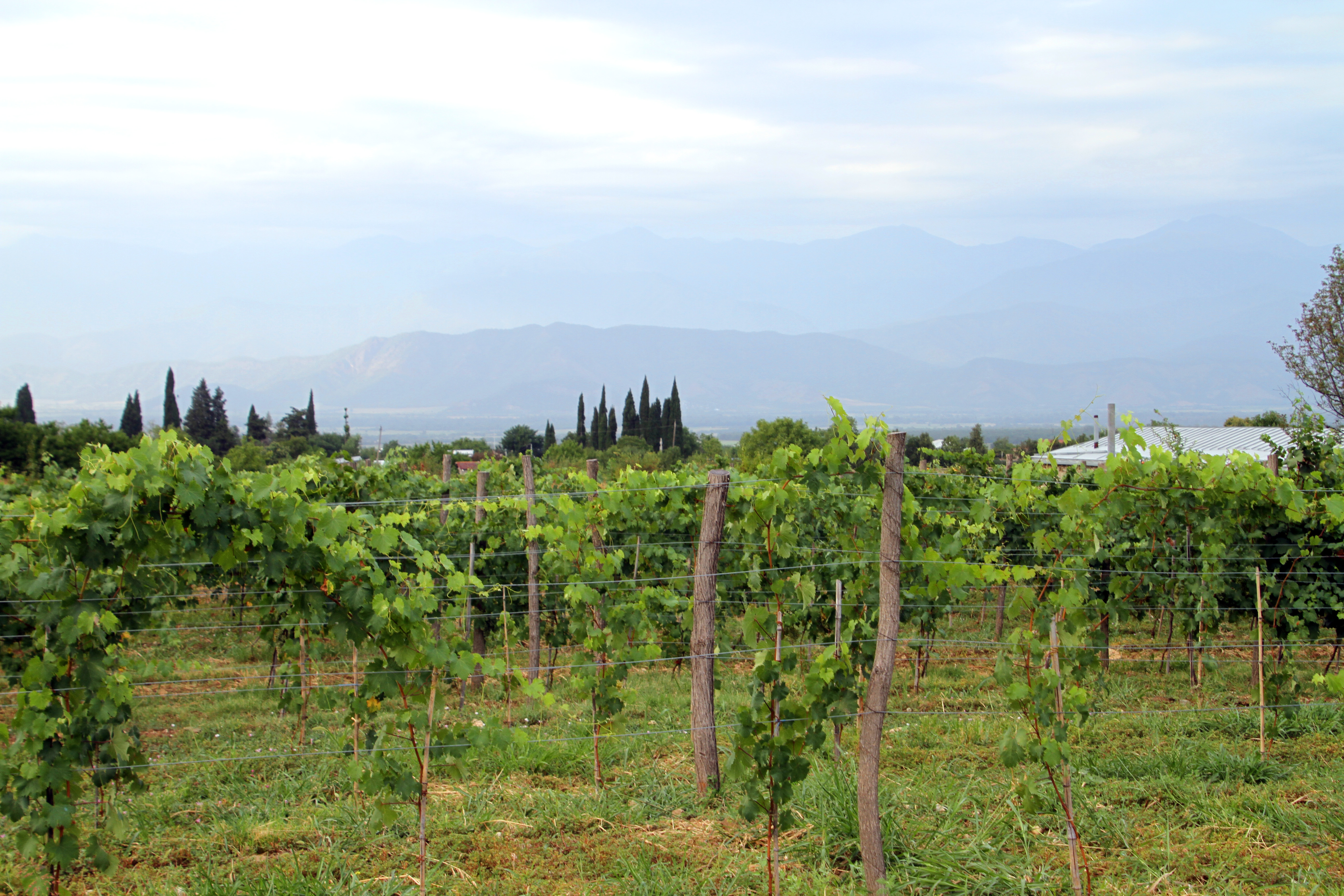
Wijnbouw is een belangrijk bestaansmiddel

De gemeente Telavi ligt dwars over het noordwestelijk deel van de Alazanivallei, aan beide zijden van de rivier Alazani, de belangrijkste rivier in Kacheti. De vruchtbare vallei van de Alazani en de hellingen van het Gomborigebergte maken tezamen met het goede klimaat dat er in Telavi veel wijnbouw plaatsvindt. Er zijn verschillende microdistricten van gebiedseigen wijnappellaties gedefinieerd die de naam dragen van dorpen in de gemeente, zoals de bekende witte Tsinandali en Napareoeli.

### Wijn
De belangrijkste economische activiteit in Telavi is de wijnbouw en de gemeente kent microzones van gebiedseigen wijnappellaties die de naam dragen van dorpen in de gemeente, zoals de witte Tsinandali en rode of witte Napareoeli.

## Demografie
Begin 2024 telde de gemeente Telavi 52.374 inwoners, een daling van ruim 10% ten opzichte van de volkstelling van 2014.
| Gemeente Telavi                                                         | -      | -     | 84.557 | 59.139 | 67.932 | 73.511 | 77.988 | 70.589 | 58.350 | 55.272 | 52.374 |  |  |  |
|                                                                         |        |       |        |        |        |        |        |        |        |        |        |  |  |  |
| Telavi                                                                  | 13.929 | 9.176 | 14.459 | 15.328 | 21.179 | 25.272 | 28.325 | 21.805 | 19.629 | 19.599 | 19.737 |  |  |  |
| Verantwoording data: Bevolkingsstatistiek Georgië 1897 tot heden. Noot: |        |       |        |        |        |        |        |        |        |        |        |  |  |  |

### Etniciteit en religie
De bevolking van Telavi bestond in 2014 voor 89,7% uit Georgiërs. De tweede grootste groep zijn ruim 5.000 Azerbeidzjanen (8,6%), die vrijwel allemaal in het mono-etnische dorp Karadzjala wonen, net buiten de stad Telavi. De derde en opvallende minderheid zijn de 300 Jezidi's die allen in de stad Telavi wonen. Andere etnische minderheden zoals Osseten, Armeniërs en Russen zijn in kleinere aantallen aanwezig (ruim 100).
De religieuze samenstelling volgt de etnische. Verreweg de meeste inwoners zijn Georgisch-Orthodox (89%) en een groot deel van de rest is moslim (8,6%). Verder wonen er ruim 200 jehova's (0,4%), bijna 200 belijdende Jezidi's en enkele tientallen protestanten.

## Administratieve onderverdeling

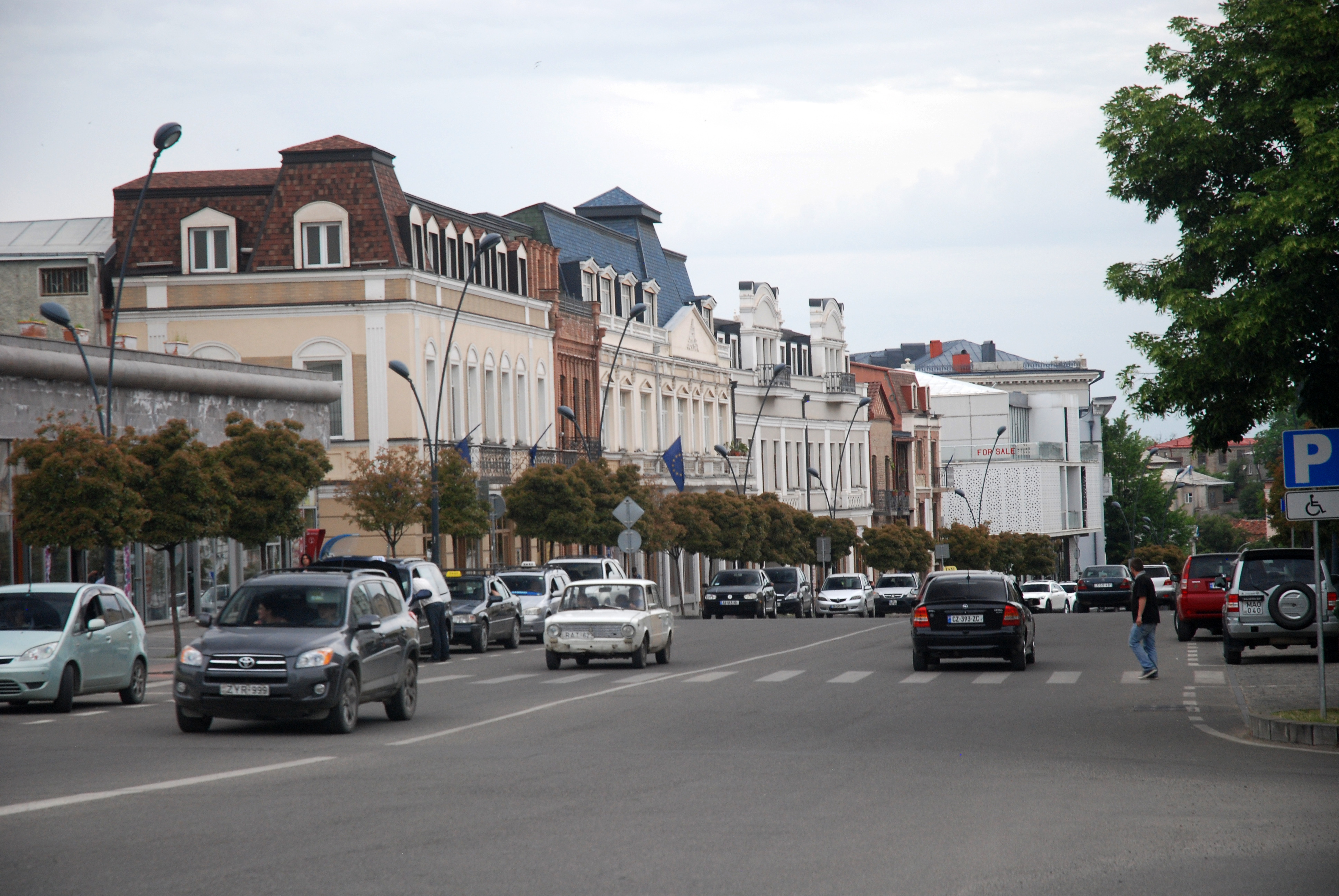
Telavi is ook hoofdstad van Kacheti

De gemeente Telavi is administratief onderverdeeld in 22 dorpsgemeenschappen (თემი, temi) met in totaal 29 dorpen (სოფელი, sopeli) en er is één stad (ქალაქი, kalaki).
- stad: Telavi, bestuurlijk centrum gemeente, tevens hoofdstad regio Kacheti;
- dorpen: in totaal 29, waaronder Tsinandali en Karadzjala, het grootste dorp van de gemeente met bijna 5.000 inwoners dat geheel bevolkt wordt door Azerbeidzjanen.

## Bestuur
De gemeenteraad van Telavi (Georgisch: საკრებულო, sakreboelo) wordt elke vier jaar gekozen in een gemengd kiesstelsel. Een deel wordt via enkelvoudige kiesdistricten gekozen en een deel via evenredige vertegenwoordiging van gesloten partijlijsten, waarvoor een kiesdrempel geldt van drie procent.
| Partij | Partij                             | 2014 | 2017 | 2021 |
| ------ | ---------------------------------- | ---- | ---- | ---- |
|        | Georgische Droom (GD)              | 20   | 27   | 22   |
|        | Verenigde Nationale Beweging (UNM) | 5    | 5    | 16   |
|        | Overige partijen                   | 7    | 3    | 1    |
| Totaal | Totaal                             | 32   | 35   | 39   |

## Bezienswaardigheden

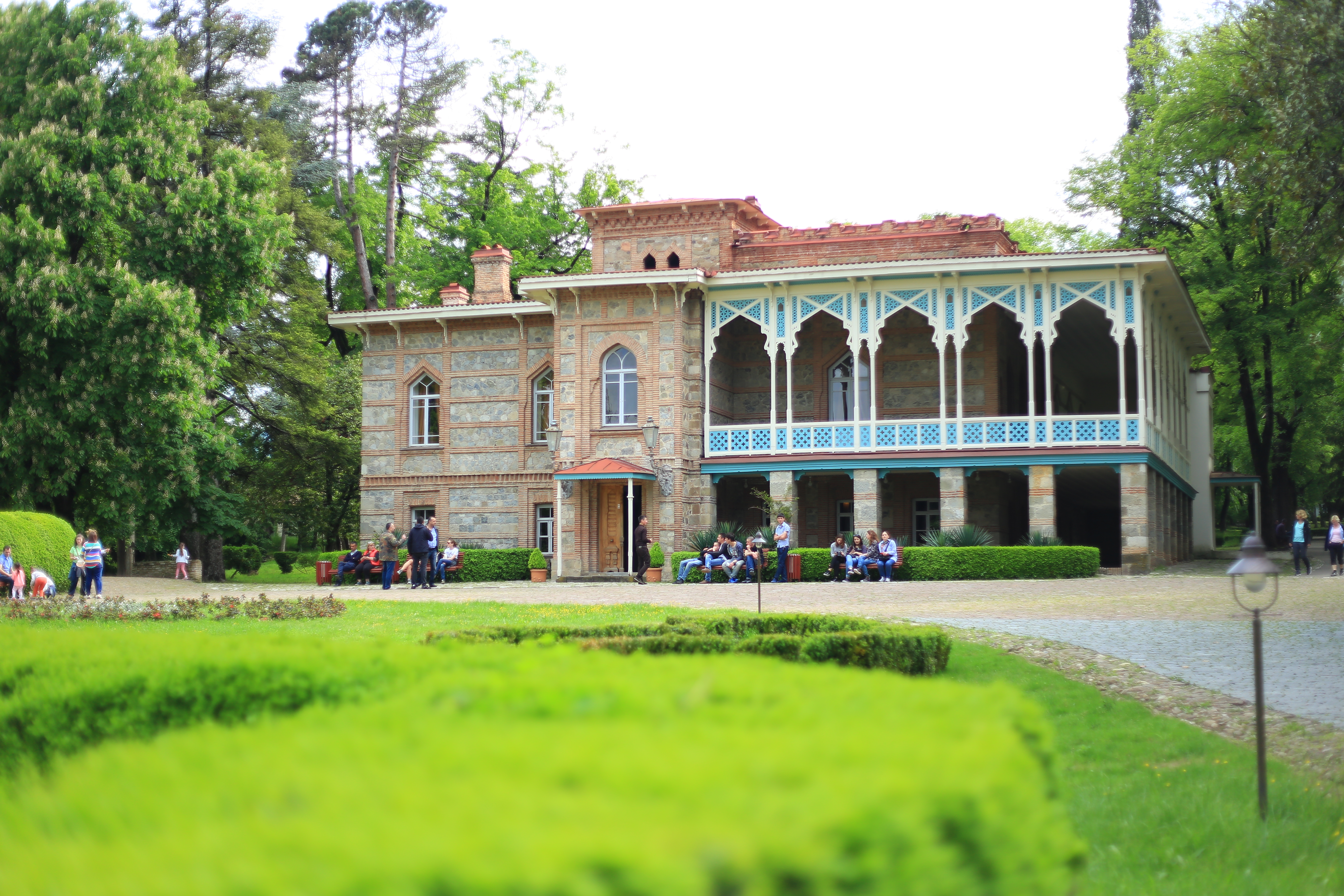
Tsjavtsjavadze landgoed in Tsinandali

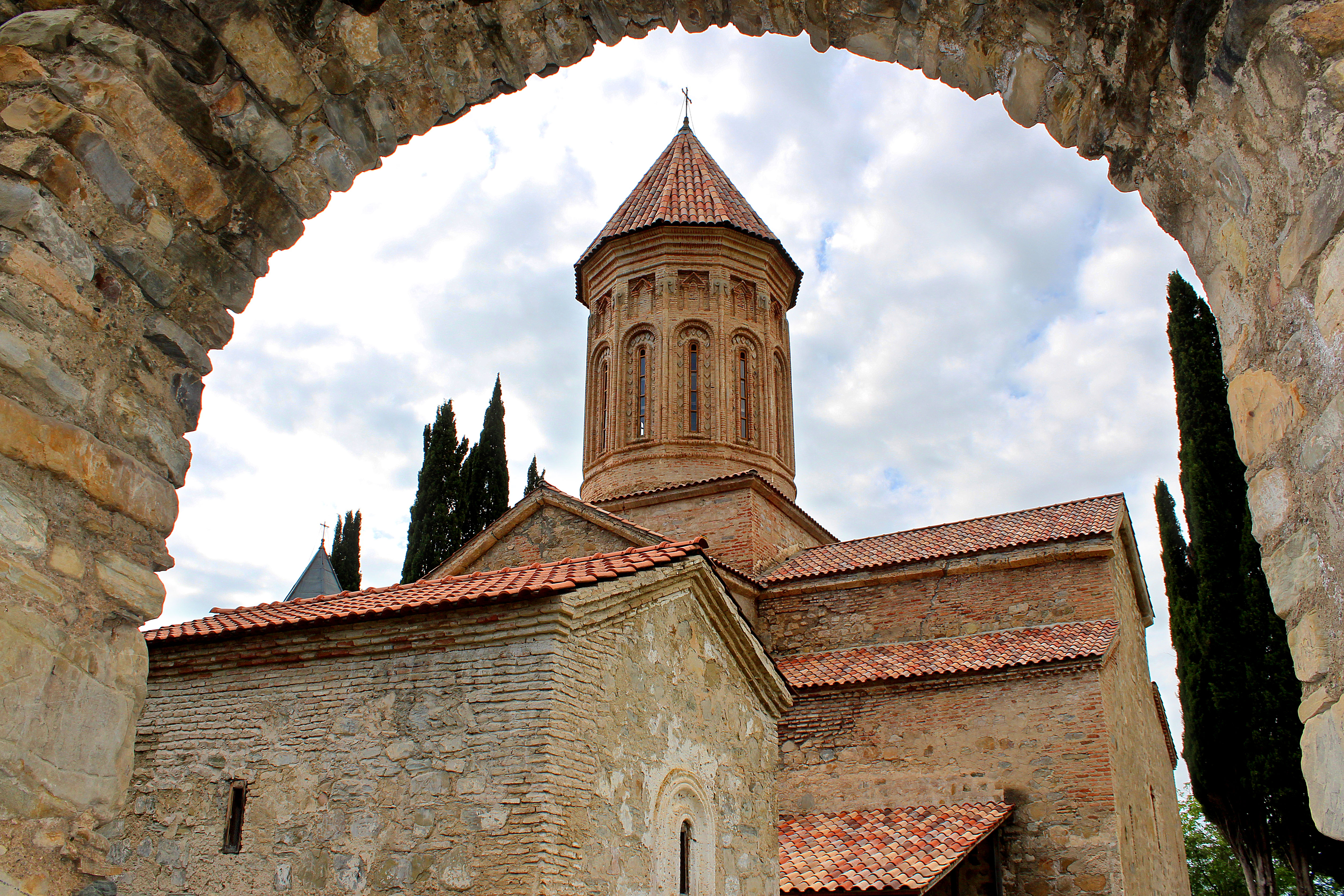
Ikaltoklooster

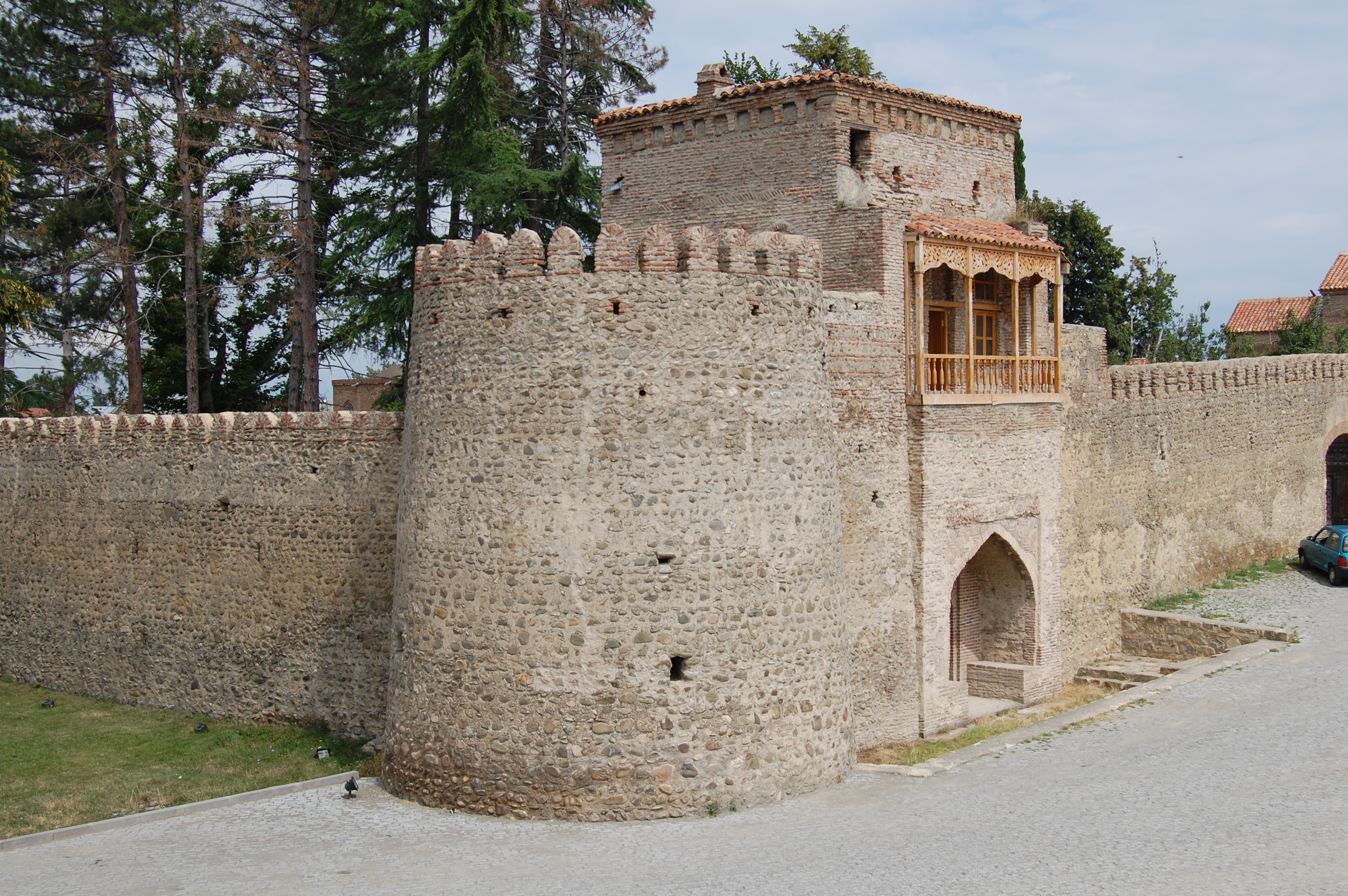
Koninklijk fort in Telavi

Als centrum van Kacheti kent Telavi verschillende bezienswaardigheden en veel cultureel erfgoed.
- De stad Telavi met het fort en paleis van koning Erekle II. Tevens is hier het Telavi historisch museum dat sinds 2018 onder de grond van het fort is gehuisvest.
- Huismuseum van de Georgische dichter, militair en prins Alexander Tsjavtsjavadze in Tsinandali. Tsjavtsjavadze maakte in het begin van de 19e eeuw carrière in het Russische leger. Rond het landhuis is een publiek toegankelijk park.[28]
- Ikaltoklooster, gesticht in de 6e eeuw door Zenon Ikaltoeli, een van de 13 Assyrische Vaders. Het complex is ommuurd en heeft een grote 9e-eeuwse kathedraal.[29][30]
- Sjoeamtakloosters. In de bossen buiten Telavi langs de weg naar de Gomboripas staan de Dzveli (oud) Sjoeamta[31] en Achali (nieuw) Sjoeamtakloosters[32] uit de 5e en 16e eeuw met verschillende kerken en bijgebouwen.[33]

## Vervoer
Telavi is met de rest van Kacheti en het land verbonden via twee belangrijke wegen langs de noord- en zuidkant van de Alazani-vallei: de nationale route Sh43 (Tianeti - Achmeta - Kvareli - Lagodechi) en de Sh42 (Achmeta - Telavi - Goerdzjaani - Bakoertsiche) die op de nationale S5 aansluit en de Sh38 die de stad Telavi verbindt met hoofdstad Tbilisi via de Gomboripas. Deze wegen zijn de levensaders voor de wijnregio rond de Alazani. In het dorp Psjaveli is het vertrekpunt van de beruchte weg over de Abanopas naar Omalo in Toesjeti, de Sh44.

### Kacheti spoorlijn
De gemeente is sinds 1915 via het spoor met Tbilisi verbonden, en Telavi het eindpunt van de "Kacheti spoorlijn" via Sagaredzjo en Goerdzjaani. In de jaren 90 van de 20e eeuw werden de passagiersdiensten op de lijn naar Telavi opgeschort. Sindsdien rijden er sporadisch goederentreinen. Regelmatig wordt geopperd de passagiersverbinding weer tot leven te wekken.

### Vliegveld
In de Alazanivallei ligt het Vliegveld Telavi dat in 1983 op een kilometer van de Sovjet luchtmachtbasis geopend werd. In 1992 sloot het vliegveld, maar in 2022 is er sprake van heropening voor binnenlandse vluchten met kleine toestellen tot 16 passagiers na investering van 3 miljoen dollar in de start- en landingsbaan. Het vliegveld draagt de naam "Mimino", naar een komische Sovjet-film uit 1977 rond het fictieve karakter Mimino uit Telavi die vliegt op dorpen in de Georgische bergen.

## Geboren
- Sjalva Loladze (1916-1945), Georgisch militair en krijgsgevangene. Aan het einde van de Tweede Wereldoorlog leidde hij de opstand van de Georgiërs tegen de Duitse bezetters op het Nederlandse eiland Texel. Geboren in het dorpje Kvemo Chodasjeni, tien kilometer van Telavi.